# (682) Agar
(682) Agar es un asteroide perteneciente al cinturón de asteroides descubierto el 17 de junio de 1909 por August Kopff desde el observatorio de Heidelberg-Königstuhl, Alemania.
Está nombrado por Agar, concubina de Abraham en la Biblia.